# Geoffrey Alderman
Geoffrey Alderman (geboren 10. Februar 1944) ist ein britischer Historiker, Politikwissenschaftler und Bildungsmanager.

## Leben
Geoffrey Alderman studierte ab 1962 Geschichte bei Martin Gilbert, Alan J. P. Taylor und Cecil Roth in Oxford  und wurde dort 1969 promoviert (DPhil). Er lehrte ab 1972 bis 1994 Geschichte und Politische Wissenschaften am Royal Holloway, University of London, erhielt 1989 einen Lehrstuhl  und war außerdem ab 1989 als Vizekanzler an der Hochschulleitung der University of London beteiligt. 1994 wechselte er an die Middlesex University, 1999 an das Touro College, New York, immer auch in Managementaufgaben, und 2002 bis 2006 wurde er Vizepräsident der American InterContinental University London. Danach war er Visiting Fellow am Oxford Centre for Higher Education Policy Studies und Professor für Politik und Zeitgeschichte an der Privatuniversität University of Buckingham in Buckingham. Im Jahr 2014 wurde er Principal des Nelson College in London.
Alderman ist spezialisiert auf die britische und US-amerikanische Zeitgeschichte und Politik. Er ist Experte für Qualitätsprobleme der Hochschulausbildung und Mitglied der Higher Education Academy, des Chartered Quality Institute und des Chartered Management Institute. Er ist Autor und Mitautor von mehr als fünfzehn Büchern, zwischen 1994 und 2004 war er Mitautor des Dictionary of National Biography und verantwortete die Einträge über die Personen des Judentums nach 1800. Alderman schreibt unregelmäßig für überregionale Zeitungen wie The Guardian, Spectator, Times Higher Education und Jewish Chronicle und ist Kolumnist bei der Wochenzeitung Jewish Telegraph.
Er ist in den Medien als Experte für politische Fragen des Nahen Ostens zu Gast.
Alderman ist seit 1971 Fellow der Royal Historical Society und seit 1991 Fellow der Royal Society of Arts. Im Jahr 2006 erhielt er eine Ehrendoktorwürde der University of Oxford für seine Arbeit zur modernen Anglo-Jüdischen Geschichte.
Aldermans Tochter ist die Schriftstellerin Naomi Alderman.

## Schriften (Auswahl)
- The History of Hackney Downs School. London, 1971
- The Railway Interest. Leicester University. Press, 1973, 1993
- British Elections: Myth and Reality. Batsford, 1978
- The Jewish Community in British Politics. Oxford University Press, 1983
- Pressure Groups and Government in Great Britain. Harlow : Longman, 1984
- Modern Britain 1700–1983: A Domestic History. London : Croom Helm 1986
- The Federation of Synagogues, 1887–1987. Federation of Synagogues, 1987
- London Jewry and London Politics 1889–1986. Routledge, 1989
- Britain: A One-Party State? London : Helm, 1989
- Modern British Jewry. Oxford University Press, 1992, 1998
- Eröffnungsvortrag (englisch), in: Achim Hopbach (Red.): Evaluation und Akkreditierung : bluffen – vereinheitlichen – profilieren? Arbeitstagung zur Evaluation an Hochschulen, 4, 2003, Potsdam. Beiträge zur Hochschulpolitik. Bonn, 2004
- Controversy and Crisis: Studies in the History of the Jews in Modern Britain. Academic Studies Press, 2008
- The Communal Gadfly. Academic Studies Press, 2009
- Hackney Downs 1876–1995: The Life and Death of a School. 2012
- British Jewry Since Emancipation. University of Buckingham Press, 2014